# Chelictinia riocourii
El elanio golondrina (Chelictinia riocourii) es una especie de ave accipitriforme de la familia Accipitridae, la única del género monotípico Chelictinia. 
Es una especie común en África, incluyendo los siguientes países: Benín, Burkina Faso, Camerún, República Centroafricana, Chad, Costa de Marfil, Yibuti, Eritrea, Etiopía, Gambia, Ghana, Kenia, Malí, Mauritania, Níger, Nigeria, Senegal, Somalia, Sudán, Togo, Uganda. Es observado ocasionalmente en Liberia y Yemen.

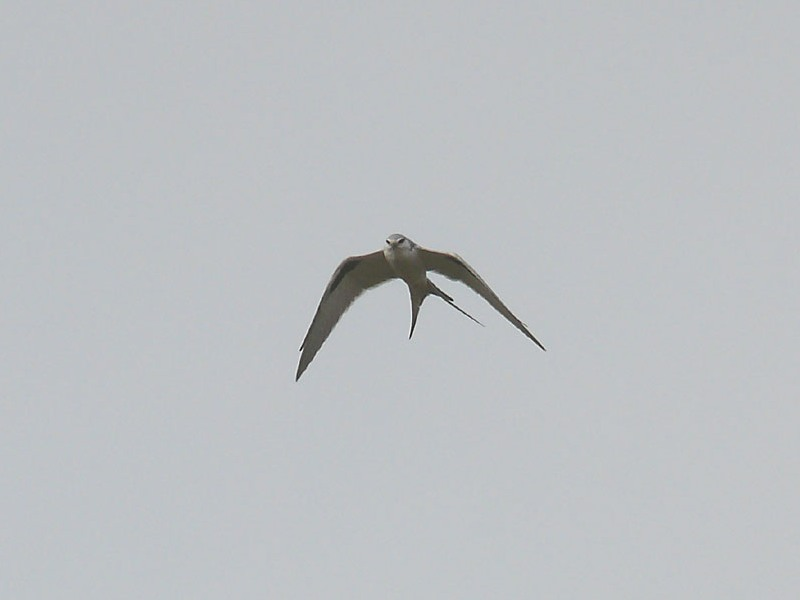
C. riocourii

Durante la temporada de cría se alimenta principalmente de insectos y arañas. Su dieta incluye también a lagartos y roedores. Cazan volando y flotando antes de lanzarse sobre sus presas en pleno vuelo o en el suelo.
C. riocourii es una especie gregaria, que suele agruparse para pasar la noche y que caza en grupos pequeños. 
También ocurre que anidan en colonias. Construyen el nido en densos arbustos espinosos. Por lo general ponen cuatro huevos.
Esta especie realiza regularmente migraciones estacionales relacionadas con las temporadas de lluvia.
Tras la degradación de su hábitat y los efectos de pesticidas se observa una disminución en el número total de las poblaciones. Sin embargo, la disminución no es suficiente para cualificar la especie como vulnerable.